# تقطير متقطع
التقطير المتقطع أو تقطير الوجيبة  في الكيمياء (بالإنجليزية: Batch distillation) يعني تقطير كمية مخلوط لفصل أجزائها المكونة. عند نهاية عملية تقطير الكمية، يمكن القيام بوضع مخلوط جديد في عامود التقطير لتقطيره وفصل السوائل المكونة للمخلوط. هذا بخلاف طريقة التقطير المستمرة حيث يموّن العامود باستمرار بالمخلوط مع استمرار سحب السائل المكثف النقي بدون انقطاع.
ويستخدم التقطير بالتشغيلة عندما تكون كميات المخلوط قليلة أو توجد في وقت معين من السنة، ويكون المراد فصل وتنقية سائل بدرجة نقاوة عالية. وهذا النوع من التقطير نجده في صناعة الدواء ووحدات تنقية المياه.

## تنقية بالتشغيلة

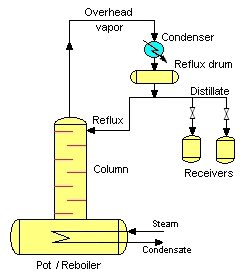
التقطير بعامود التقطير column, و إعادة السريان reflux.

أسهل طريقة لتنقية بالتشغيلة هي التقطير بالإنبيق. ويتكون جهاز التقطير من غلاية و عامود تقطير ومكثف (مخبر) ووسائل لفصل جزء من البخار المكثف لإعادة سريانها إلى عامود التقطير، ووعاء أو عدة أوعية لاستقبال السائل المقطر النقي.
تملأ الغلاية بمخلوط السوائل ويسخن. فتتصاعد الابخرة في عامود التقطير وتتكثف عند القمة. وتعاد عادة كمية السائل المتكثفة في البداية إلى عامود التقطير، حيث يعمل تقابل البخار والسائل على تحسين عملية الفصل. وبعد نهاية مرحلة البدء هذه، نبدأ بسحب جزء من السائل المكثف النقي، وتصل إلى الوعاء. وتستمر عملية التقطير بإعادة سريان الجزء الآخر إلى العامود.
ونظرا لاختلاف ضغط البخار للمخلوط، فسوف تنفصل المكونات ذات درجة غليان منخفضة أولا. وبما أن تلك المكونات المنفصلة محدودة الكمية في المخلوط، فإن السوائل ذات درجة غليان عالية سوف يتزايد تركيزها مع تقدم عملية التقطير.

## اقرأ أيضا
- تقطير جزئي
- تقطير النفط
- تقطير إتلافي
- تقطير جاف
- معادلة فينسك